# Дебрецион Гебремикаэль
Дебрецион Гебремикаэль (тигринья ደብረጽዮን ገብረሚካኤል; род. в начале 1960-х годов, Ында-Сылласе, Эфиопия) — тыграйско-эфиопский политик и государственный деятель, участник гражданской войны, член правительства Мелеса Зенауи и Хайлемариама Десаленя. С 2017 года — председатель Народного фронта освобождения Тыграй (НФОТ), с 2018 года — глава администрации (президент) региона Тыграй. В 2020 году возглавил тыграйскую сторону в военно-политическом конфликте с эфиопским правительством Абия Ахмеда Али. Отстранён от должности решением правительства Эфиопии, объявлен государственным преступником. Продолжил вооружённое сопротивление после взятия тыграйской столицы Мэкэле правительственными войсками.

## Активист НФОТ
Точная дата рождения Дебрециона Гебремикаэля в открытых источниках не указана. Иногда сообщается, что он родился в начале 1960-х годов. Этнический тиграи. Родом из города Ында-Сылласе, Тыграй. С отличием сдал экзамены в Университет Аддис-Абебы.
В 1974 году к власти в Эфиопии пришёл просоветский коммунистический режим ДЕРГ, во главе которого вскоре стал Менгисту Хайле Мариам. В феврале 1975 года оппозиционные студенты-тиграи создали Народный фронт освобождения Тыграй (НФОТ) — повстанческое движение за независимость Тыграй, первоначально ориентированное на ходжаистскую Албанию. Дебрецион Гебремикаэль оставил учёбу и присоединился к НФОТ.
Руководство НФОТ командировало Дебрециона Гебремикаэля на обучение в Италию. Прошёл подготовку по курсу коммуникационных технологий. Вернувшись в Эфиопию, Дебрецион Гебремикаэль активно включился в гражданскую войну. Возглавлял в НФОТ команду военных связистов и пропагандистов. С 1980 года руководил радиостанцией НФОТ «Dimtsi Woyane Tigray» — «Голос Свободного Тыграй». Его хакерское подразделение успешно дезорганизовывало государственные радиотелевизионные трансляции и системы военной связи ДЕРГ-НДРЭ.
В 1991 году режим Менгисту был свергнут. К власти пришёл Революционно-демократический фронт эфиопских народов (РДФЭН), ядром которого являлся НФОТ. Президентом Эфиопии, затем главой правительства стал Мелес Зенауи. Ключевые позиции в новом режиме заняли представители тиграи. Дебрецион Гебремикаэль служил в новом управлении госбезопасности под началом Кинфе Гебемедина. Получил степени бакалавра и магистра электротехники в Университете Аддис-Абебы, степень доктора философии в Университете Капелла (Миннеаполис, США).

## Член правительства
В сентябре 2005 года премьер-министр Эфиопии Мелес Зенауи назначил Дебрециона Гебремикаэля начальником правительственного органа — Эфиопского агентства развития информации и коммуникации. В течение пяти лет на этом посту Дебрецион Гебремикаэль организовал несколько крупномасштабных проектов (в том числе вместе с китайскими корпорациями ZTE и Huawei). Была значительно расширена эфиопская кабельная сеть, развита сотовая связь.
В 2010 правительственное агентство получило статус министерства. Дебрецион Гебремикаэль стал министром коммуникаций и информационных технологий в кабинете Мелеса Зенауи. С ноября 2012 по ноябрь 2016 — вице-премьер по экономике и финансам в правительстве Хайлемариама Десаленя. На этом посту организовал зону свободной торговли с Суданом, заложил парк информационно-коммуникационных технологий в Аддис-Абебе. Возглавлял совет директоров электроэнергетической госкорпорации и правление крупнейшего энергетического проекта Эфиопии — ГЭС Хидасэ. В 2012 опубликовал исследование о киберпреступности.
Дебрецион Гебремикаэль являлся убеждённым сторонником Мелеса Зенауи, его авторитарного режима, приверженцем идеологии мелесизма. В ноябре 2017 был избран председателем НФОТ. Противники режима характеризовали его как «самого опасного из окружения покойного диктатора Мелеса Зенауи».
В 2018 году Дебрецион Гебремикаэль стал фигурантом громкого журналистского расследования, инициированного при поддержке ESAT (Эфиопского спутникового телевидения). В рамках расследования Дебрецион Гебремикаэль был обвинён в растрате государственных средств на эскорт-услуги в городах Яунде, Женева, Бангкок, Каир и Лас-Вегас во время служебных командировок.

## Президент Тыграй
9 января 2018 года Дебрецион Гебремикаэль вступил в исполнение обязанностей главы администрации — президента — региона Тыграй. Не будучи депутатом местного представительного органа, формально он не мог занять президентский пост, но и в статусе и. о. за ним сосредоточилась полнота власти в регионе. По ряду оценок, утверждение Дебрециона Гебремикаэля во главе НФОТ и Тыграй явилось итогом жёсткого межкланового противостояния: его сторонники с трудом взяли верх над группой Абая Велду, прямого преемника Мелеса Зенауи.
С 2018 года в Эфиопии начались масштабные политические изменения, получившие название «революция оромо». В феврале исполком правящего блока РДФЭН избрал нового председателя. Победу одержал Абий Ахмед Али. За кандидатуру Дебрециона Гебремикаэля проголосовали только 2 члена исполкома (за Абия Ахмеда Али — 108, за Шиферау Шикьюте — 58). 2 апреля 2018 года Абий Ахмед Али был утверждён на посту премьер-министра Эфиопии и приступил к реализации своей программы реформ.
В ходе «революции оромо» были резко подорваны позиции НФОТ в эфиопской системе власти. На федеральном уровне НФОТ перешёл в оппозицию. Однако Фронт сохранил власть в Тыграй и принял меры к политической самоизоляции региона. Дебрецион Гебремикаэль резко критиковал правительство Абия Ахмеда Али — особенно за политическую либерализацию, роспуск РДФЭН, освобождение политзаключённых, амнистию повстанцам Ginbot 7. Уже летом 2018 он обвинял новые власти в «разрушении эфиопской государственности».
Выступая в Мэкэле 19 февраля 2020 года на торжественной церемонии 45-летия НФОТ, Дебрецион Гебремикаэль вновь резко критиковал правительство Абия Ахмеда Али. Он прямо заявил о возможном превращении региона Тыграй в независимую страну. Несколько дней спустя он вновь осудил решение о роспуске РДФЭН и дал понять, что Тыграй к готов к военному столкновению.

## В силовом столкновении

### Лидер мятежа
Открытый конфликт начался в сентябре 2020 года. Центральное правительство Эфиопии отменило региональные выборы из-за пандемии коронавируса. Однако администрация Тыграй выборы провела, тем самым дополнительно легитимировав власть НФОТ. Правительство Абия Ахмеда Али отказалось признать легитимность выборов. В ответ администрация Тыграй заявила о непризнании правительства в Аддис-Абебе.
3 ноября 2020 года политический конфликт перешёл в военную фазу. В Тыграй начались боестолкновения между эфиопской армией и вооружёнными формированиями НФОТ (значительно превосходящими силы центрального правительства). Обе стороны — в лице Абия Ахмеда Али и Дебрециона Гебремикаэля — возложили ответственность друг на друга. Премьер-министр заявил о тыграйском нападении на эфиопскую военную базу, назвав это «пересечением всех красных линий». Дебрецион Гебремикаэль назвал военную операцию правительства «попыткой наказать за непокорность». Руководство НФОТ, правительство Тыграй, лично Дебрецион Гебремикаэль выразили уверенность в своей победе. По мнению ряда наблюдателей, причина столкновения состоит не столько в сепаратистских устремлениях администрации Тыграй, сколько в стремлении руководства НФОТ восстановить свою власть в Эфиопии.
На экстренном заседании 7 ноября 2020 года парламент Эфиопии проголосовал за расформирование администрации Тыграй. По версии Аддис-Абебы, Дебрецион Гебремикаэль утратил законные полномочия. Сам он подтвердил намерение продолжать вооружённую борьбу, пока правительство не согласится на переговоры, и призвал Африканский союз вмешаться в конфликт.

### Отстранение и розыск
12 ноября 2020 года, на фоне сообщений о боях в Тыграй и установлении контроля правительственной армии над западной частью региона, парламент Эфиопии инициировал уголовное преследование большой группы руководителей НФОТ во главе с Дебреционом Гебремикаэлем. Все они лишены судебного иммунитета. В тот же день Дебрецион Гебремикаэль заявил: «Нас не победить».
13 ноября 2020 года правительство Эфиопии утвердило решение об отстранении Дебрециона Гебремикаэля от должности президента Тыграй. Главой временной администрации назначен доцент Университета Аддис-Абебы Мулу Нега, специалист в области образовательной политики. Дебрецион Гебремикаэль отказался покинуть пост, боевые действия продолжились.
28 ноября 2020 года премьер-министр Абий Ахмед Али заявил о взятии правительственными войсками тыграйской столицы Мэкэле и завершении военных действий. Он сообщил также о розыске федеральной полицией группы лидеров НФОТ. Со своей стороны Дебрецион Гебремикаэль заявил о намерении продолжать вооружённую борьбу против центрального правительства.
6 декабря в ряде эфиопских СМИ и соцсетях появилась информация о том, что Дебрецион Гебремикаэль арестован федеральными силами в одном из своих горных убежищ. Тем не менее, данная информация не была официально подтверждена или опровергнута.
Командование эфиопской армии заявило, что Дебрецион Гебремикаэль и пресс-секретарь НФОТ Гетачью Реда скрываются в лесах региона Тыграй, при этом ещё 5 декабря федеральные войска находились примерно в 10 км от их убежища.
В конце декабря в СМИ и соцсетях Эфиопии начали появляться сообщения о гибели Дебрециона Гебремикаэля и других высокопоставленных лидеров НФОТ в результате спецоперации правительственных сил, однако данные сообщения так и остались неподтвержденными.